# Сибирски свирец
Сибирски свирец (Numenius minutus) е вид птица от семейство Бекасови (Scolopacidae).

## Разпространение
Видът е разпространен в Австралия, Бруней, Гуам, Индонезия, Източен Тимор, Китай, Кокосови острови, Малайзия, Микронезия, Монголия, Палау, Папуа Нова Гвинея, Русия, Северна Корея, Северни Мариански острови, Тайланд, Филипините, Южна Корея и Япония.